# Ignacio Rodríguez
Ignacio Rodríguez Bahena (Zacatepec, Morelos, 1956. július 12. – 2025. május 19.) mexikói válogatott labdarúgókapus és edző. 

## Pályafutása

### Klubcsapatban
1977 és 1981 között az Atlético Zacatepec csapatában játszott. 1981 és 1982 között a Monarcas Morelia játékosa volt. 1982-től 1989-ig az Atlante kapuját védte, melynek tagjaként 1983-ban megnyerte a CONCACAF-bajnokok kupáját. 1992 és 1994 között a Tigres kapusa volt.

### A válogatottban
1980 és 1986 között 11 alkalommal szerepelt az mexikói válogatottban. Részt vett az 1986-os világbajnokságon.

## Sikerei, díjai
Atlante
- CONCACAF-bajnokok kupája győztes (1): 1983